# فلافيو باولينو
فلافيو باولينو هو لاعب كرة قدم برازيلي في مركز الوسط، ولد في 14 أبريل 1989 في سانتو أندريه في البرازيل. لعب مع باوليستا وريد بول براغانتينو ونادي كولو كولو ريجاتاس ونادي لوكوموتيف بلوفديف.

## وصلات خارجية
- فلافيو باولينو على موقع قاعدة بيانات كرة القدم.إي يو (الإنجليزية)
- فلافيو باولينو على موقع Soccerway.com (الإنجليزية)